# Bernold z Utrechtu

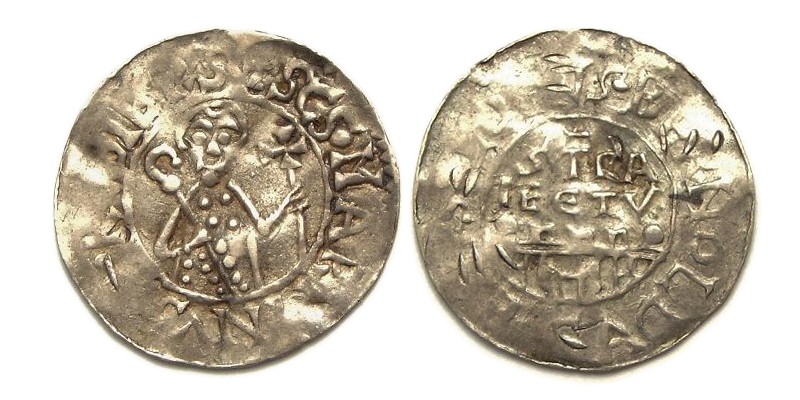
Denar biskupa Bernolda

Relikwiarz św. Bernolda z 1665 roku, Museum Catharijneconvent, Utrecht

Bernold z Utrechtu (również Bernulf, Benno) (zm. 19 lipca 1054) – święty katolicki, książę-biskup utrechcki w latach 1027–1054.

## Życiorys
Bernold przypuszczalnie był urzędnikiem na dworze cesarza Konrada II, przez którego został mianowany biskupem Utrechtu prawdopodobnie latem 1027 roku. Było to stanowisko o znaczeniu nie tylko religijnym, ale również politycznym – od 1024 roku biskup Utrechtu był księciem Świętego Cesarstwa Rzymskiego. Bernold popierał Konrada II, jak również jego następcę na tronie cesarskim Henryka III (z którym się przyjaźnił). Dzięki przychylności cesarza zostały powiększone włości znajdujące się pod kontrolą biskupa Bernolda.
Bernold był aktywnym reformatorem życia kościelnego, pomagał zmniejszyć władzę biskupią nad zakonami mniszymi, popierał wprowadzanie reformy kluniackiej w swoich domenach, dążył do osłabienia kontroli ze strony świeckich panów nad kościołami. Biskup Bernold wybudował w swojej diecezji kilka kościołów, m.in. w Utrechcie kościół kolegiacki św. Jana (Janskerk) (1040 rok), kościół św. Piotra (Pieterskerk) (1040-1049) oraz opactwo św. Pawła wraz z kościołem (Pauluskerk) (poświęconym w 1050 roku). Kościoły te razem z Mariakerk (rozpoczętym w 1090 roku) tworzą tzw. Kerkenkruis w Utrechcie (w centrum którego zlokalizowana jest katedra).
Bernold zmarł 19 lipca 1054 roku. Został pochowany w kościele św. Piotra w Utrechcie.

## Kult
Kult Bernolda sięga co najmniej do XIV wieku. Jego wspomnienie liturgiczne obchodzone jest 19 lipca.

## Ikonografia
Bernold przedstawiany jest w szatach biskupich, z modelem kościoła w rękach.